# Проєкт TerraMar
Проект TerraMar у Сполучених Штатах був  екологічною некомерційною організацією з акцентом на захист океану, засновану в 2012 році Гислайн Максвелл, передбачуваним торговцем сексом   Окреме благодійне благодійне об’єднання з охорони океану, TerraMar (Велика Британія), було зареєстровано в 2013 році Максвеллом у Солсбері, Велика Британія.  TerraMar (США) оголосив про закриття на своєму вебсайті та у Twitter 12 липня 2019 року, через тиждень після того, як звинувачення, порушені федеральними прокурорами Нью-Йорку проти Джефрі Епштейна, стали оприлюдненими.  Однак британська компанія продовжувала існувати, коли Максвелл перераховувався в якості директора, поки вона не була офіційно розпущена 3 грудня 2019 року. 
Проєкт «TerraMar» заснований 26 вересня 2012 року під час двох конференцій «Фестиваль блакитного океану» та конференції з охорони природи в Монтереї, штат Каліфорнія, вони були зосереджені на  64% океану, які знаходяться за межами юрисдикції жодної з країн.  Їх місією було створити "глобальну океанську спільноту", засновану на ідеї спільної власності на глобальні общини, також відомі як відкрите море або міжнародні води.  
Від імені проєкту у 2014 році Максвелл докладав з лекцією в Техаському університеті в Далласі, також, трохи згодом того ж року він був запрошений на  TEDx Charlottesville в TEDx говорив про важливість збереження океану.  Максвелл також мав честь виступати на головній асамблеї ООН, як засновник проєкту TerraMar.  Вона супроводжувала Стюарта Бека, члена правління TerraMar 2013 року, на двох засіданнях Організації Об’єднаних націй, щоб обговорити проєкт.  Максвелл був представлений на зборах Північного Полярного кола в Рейк'явіку в Ісландії в 2013 році.  Скотт Боргерсон, занесений до складу ради директорів TerraMar за 2013 рік, з'явився разом із Максвеллом на конференції "Полярне коло".  У червні 2014 року Максвелл та Боргерсон виступили на заході у Вашингтоні, спонсором якого було організовано Раду з питань зовнішніх відносин, під назвою «Управління океанським загалом: зростаючі виклики, нові підходи». 
Податкові документи для американської організації проєкт TerraMar послідовно перераховують Гізлайн Максвелл як президента організації. Членами правління були Амір Доссал та продюсер фільму Стівен Гафт .  Адреса проєкту TerraMar була в Нью-Йорку за 990 поданнями податків за період з 2012 по 2015 рік, а пізніші подання показували адресу Woburn, штат Массачусетс за 2016 та 2017 роки.  New York Times повідомляв, що TerraMar не видав грошей на ґранти між 2012 і 2017 роками та вважає, що вона має надзвичайно високі облікові та юридичні збори за організацію такого розміру. 
Джефрі Епштейн був заарештований, та після цього 6 липня 2019 року проект TerraMar оголосив про закриття через шість днів 12 липня 2019 року через Twitter та заяву на вебсайті проекту TerraMar. 

#### TerraMar (Велика Британія)
TerraMar (Велика Британія) була окремою приватною акціонерною компанією у Великій Британії, якою керувала Максвелл із аналогічною місією проекту TerraMar.  Вона була зареєстрована в серпні 2013 року в Англії та Уельсі і залишалася активною, з адресою Солсбері, поки компанія не була зареєстрована як офіційно розпущена 3 грудня 2019 року.  Об'єкти благодійної організації TerraMar (Велика Британія) були занесені до "збереження, охорони та покращення навколишнього середовища", зокрема "океанів, морів, узбережжя та припливних територій", включаючи "збереження та захист морської флори та фауни, що перебуває під загрозою зникнення". та освіта громадськості у сферах охорони природи, морської екології та суміжних територій ".  Повідомлялося, що TerraMar (Велика Британія) The Times приєднався до "секретної служби додатків Telegram Messenger" 10 серпня 2019 року, дати, коли Епштейн помер у в'язниці.  Заявка на офіційне закриття організації у Великій Британії була подана 4 вересня 2019 року. Перше повідомлення в Лондонській газеті було зроблено 17 вересня 2019 року. 

## Дивись також
- Global Commons
- Міжнародні води
- Цілі сталого розвитку

## зовнішні посилання
- Офіційна вебсторінка проекту TerraMar [Архівовано 31 серпня 2019 у Wayback Machine.]
- Архів попередніх версій Офіційна вебсторінка